# Gioacchino Volpe
Pour les articles homonymes, voir Volpe.
Gioacchino Volpe (né le 16 février 1876 à Paganica et mort le 1er octobre 1971  à Santarcangelo di Romagna) est un historien, un universitaire et un homme politique italien de la première moitié du XXe siècle.

## Biographie
Après avoir terminé l'école primaire, Gioacchino Volpe se rend à L'Aquila, pour poursuivre ses études, puis à Santarcangelo di Romagna avec sa famille. Après avoir obtenu son baccalauréat, il s'inscrit en 1895 à l'université de Pise, à l'École normale supérieure (Scuola Normale), et est l'élève d'Amedeo Crivellucci, avec qui il soutient sa thèse publiant dans sa revue Studi storici ses premiers travaux sur l'histoire de la Pise médiévale. À Pise, il rencontre Giovanni Gentile, également élève de Crivellucci. À partir de 1906, il est professeur d'histoire moderne à l'Accademia scientifico-letteraria de Milan. Il  participe à la Première Guerre mondiale en tant qu'officier, recevant une médaille d'argent pour sa bravoure. Avant, pendant et après la Première Guerre mondiale, il a participé activement au débat politique et culturel italien.
En 1919, il est, avec Luigi Einaudi et Giovanni Gentile, l'un des signataires du manifeste du groupe national libéral (Gruppo Nazionale Liberale) romain, qui, avec d'autres groupes nationalistes et d'anciens combattants, forme l'Alliance nationale pour les élections politiques (Alleanza Nazionale per le elezioni politiche), dont le programme politique inclut la demande d'un « État fort », même s'ils sont dotés de larges autonomies régionales et municipales, capables de combattre les métastases bureaucratiques, le protectionnisme, les ouvertures démocratiques à la Francesco Saverio Nitti, qu'ils définissent comme « inaptes à protéger les intérêts suprêmes de la Nation, incapables de saisir et encore moins d'interpréter les sentiments les plus sincères et les plus nobles ».
D'orientation libérale-nationaliste et monarchiste, il se rapproche du fascisme après la guerre. Il est élu sur la liste dite fasciste au Parlement lors de la XXVIIe législature, de 1924 à 1929. En 1925, il signe le Manifeste des intellectuels fascistes.
De 1924 à 1940, il est professeur d'histoire moderne à l'université de Rome « La Sapienza ». Pendant le régime fasciste, il a joué un rôle important. Il fait pression sur Mussolini pour que Nello Rosselli, son ancien élève, et certains amis de Rosselli, dont Piero Calamandrei, soient libérés de leur exil et obtiennent un passeport.
Il a dirigé l'école d'histoire moderne et contemporaine jusqu'en 1943 et a été directeur de la section d'histoire médiévale et moderne de l'Enciclopedia Italiana de 1925 à 1937.
Il est secrétaire général de l'Académie royale d'Italie (Reale Accademia d'Italia) de 1929 à 1934 et membre national de l'Accademia dei Lincei de 1935 à 1946. Après l'armistice de Cassibile, il n'adhère pas à la République sociale italienne (Repubblica Sociale Italiana - RSI), restant fidèle au roi et à la monarchie savoyarde. À la fin de la Seconde Guerre mondiale, il est renvoyé de l'enseignement et se consacre entièrement aux études historiques, rejoignant le parti monarchiste national.
Le souverain Umberto II, depuis son exil, lui décerne l'ordre civil de Savoie pour ses mérites scientifiques. Par licences royales (Regie patenti) du 16 février 1967, le souverain lui attribue le titre héréditaire de comte.
Le fonds Gioacchino Volpe, avec deux mille trois cents volumes, des périodiques, de la correspondance, des tapuscrits et de nombreuses feuilles de travail manuscrites, se trouve à la Bibliothèque Antonio Baldini de Santarcangelo di Romagna. Son fils aîné, Giovanni, fut un éditeur réputé.
Les intérêts historiographiques de Volpe se concentraient, au début de son activité, principalement sur la Commune médiévale et les conflits sociaux en son sein. Après la Première Guerre mondiale, ils sont passés des thèmes sociaux et économico-juridiques - qui n'étaient pas reniés - aux thèmes politiques. La question de la nation devient fondamentale : son attention se déplace progressivement du Moyen Âge - sur lequel il continue d'écrire - à l'époque contemporaine. Formé à l'école positiviste de Crivellucci, ses travaux sont d'abord marqués, surtout avant la Grande Guerre, par une forte prise en compte des facteurs économico-sociaux des événements historiques. Son opus magnum est considéré comme L'Italia moderna, publié en 3 volumes entre 1949 et 1952.

## Publications
- (it) Studi sulle istituzioni comunali a Pisa, 1902.
- (it) Movimenti religiosi e sette ereticali nella società medievale italiana: secoli XI-XIV, Florence, Vallecchi, 1922; II ed. 1926; Florence, Sansoni, 1961, 1971, 1972, 1977; Introduction de Cinzio Violante, Rome, Donzelli, 1997.
- (it) Volterra: storia di Vescovi signori, di istituti comunali, di rapporti tra Stato e Chiesa nelle città italiane nei secoli 11.-15, Florence, La Voce, 1923.
- (it) Lunigiana medievale: storia di vescovi signori, di istituti comunali, di rapporti tra Stato e Chiesa nelle città italiane nei secoli XI-XV, Florence, La Voce, 1923.
- (it) Medio Evo italiano. Florence, Vallecchi, 1923; Introduction de Cinzio Violante, Rome-Bari, Laterza, 2003.
- (it) Storici e maestri, Florence, Vallecchi, 1924; Nuova ed. accresciuta, Florence, Sansoni, 1967.
- (it) Il Medioevo, Florence, Vallecchi, 1926; Florence, Sansoni, 1958.
- (it) Corsica, Milan, Istit. Edit. Scientifico, 1927.
- (it) L'Italia in cammino: l'ultimo cinquantennio, Milan, Treves, 1927; Edizioni Volpe, 1973; par Giovanni Belardelli, Rome-Bari, 1991; édité par Salvatore Lupo, Rome, Donzelli, 2010.
- (it) Lo sviluppo storico del Fascismo, Palerme, Sandron, 1928
- (it) Francesco Crispi, Venise, La Nuova Italia, 1928.
- (it) Guerra, dopoguerra, fascismo, Venise, La Nuova Italia, 1928.
- (it) Ottobre 1917. Dall'Isonzo al Piave, Rome, Libreria del Littorio, 1930. - réédité sous le titre Caporetto, Rome, Gherardo Casini Editore, 1966 ; avec le titre Da Caporetto a Vittorio Veneto, édité par Andrea Ungari, introduction par Eugenio Di Rienzo, Rubbettino, 2018.
- (it) Pacifismo e storia, Rome, Istituto Nazionale Fascista di Cultura, 1933.
- (it) L'Italia nella Triplice alleanza (1882-1915), Milan, Istituto per gli studi di politica internazionale, 1939 e 1940.
- (it) Storia della Corsica italiana, Milan, Istituto per gli studi di politica internazionale, 1939.
- (it) Storia del movimento fascista, Milan, Istituto per gli studi di politica internazionale, 1939.
- (it) Il popolo italiano tra la pace e la guerra (1914-1915), Milan, ISPI, 1940.
- (it) L'Italia moderna, Florence, Sansoni, 1943-1952.
- (it) L'impresa di Tripoli (1911-12), Rome, Ed. Leonardo, 1946.
- (it) L'Italia che fu: come un italiano la vide, sentì, amò, Milan, Edizioni del Borghese, 1961.
- (it) Ritorno al paese: Paganica: memorie minime, Rome, Tip. A. Urbinati, 1963.
- (it) Toscana medievale: Massa Marittima, Volterra, Sarzana. Florence: Sansoni, 1964.
- (it) Studi sulle istituzioni comunali a Pisa. Nuova ed. Florence: Sansoni, 1970.
- (it) Scritti sul fascismo: 1919-1938; avec une préface de Piero Buscaroli. Rome: Volpe, 1976.
- (it) Nel regno di Clio, Rome, Giovanni Volpe Editore, 1977.
- (it) Il popolo italiano nella Grande Guerra (1915-1916), Préface de Giovanni Belardelli, par Anna Pasquale, Milano, Luni, 1998,  (ISBN 978-88-798-4174-0).
- (it) Casa Savoia, Milan, Luni, 2000,  (ISBN 978-88-798-4289-1).
- (it) Vittorio Emanuele III. Dalla nascita alla corona d'Albania, Marco, 2000,  (ISBN 978-88-853-5078-6).
- (it) Italia ed Europa, Pantheon, 2003,  (ISBN 978-88-743-4036-1).
- (it) Origini della nazione italiana, Pantheon, 2003,  (ISBN 978-88-743-4035-4).
- (it) Lettere dall'Italia perduta 1944-1945, Collana La nuova diagonale, Palerme, Sellerio, 2006,  (ISBN 978-88-389-2119-3).

## Récompenses et distinctions

### Décorations
- Chevalier de l'ordre civil de Savoie (Maison de Savoie) - 15 septembre 1961
 - Médaille d'argent de la valeur militaire

## Crédit d'auteurs
- (it) Cet article est partiellement ou en totalité issu de l’article de Wikipédia en italien intitulé « Gioacchino Volpe » (voir la liste des auteurs).